# Tassy Mária
Tassy Mária, Kaczur Mária, Kaczur Tassy Mária, dr. Vázsonyi Elekné (Budapest, Terézváros, 1896. szeptember 30. – Budapest, Erzsébetváros, 1977. szeptember 30.) drámai színésznő.

## Életútja
Kaczur Imre és Bíró Mária leányaként született. Testvérei Kaczur Imre, a külföldön élő dr. Julio Kaczur, és húga Kaczur Böske énekes színésznő (Kristóf Sándorné) voltak. 1922 augusztusáig még ő is Kaczurként, szeptembertől pedig már Tassy Máriaként szerepelt.
Az Országos Magyar Királyi Színművészeti Akadémiát 1921-ben végezte, itt Pethes Imre és Csillag Teréz növendéke volt. Onnan a Renaissance Színház szerződtette, ahol 1922. december 7-én mutatkozott be Aki a pofonokat kapja c. darabban. 1924-ben a Magyar Színház kötelékébe lépett, ahol igen sok sikert aratott, így mint Elssler Fanny a Sasfiókban, Fazekas Imre Altona c. drámájában is. 1925-ben Faludi Jenő, az új igazgató is leszerződtette. Ebben az időszakban volt alkalom, hogy helyettesítette a színház sztárjait, Bajor Gizit és Titkos Ilonát is. 1928-ban az Új Színház, 1929-ben a Nemzeti Kamara Színház vendége volt, utóbbinál szó volt a Nemzeti Színházhoz való fölvételéről is. 1929-től nem volt állandó szerződése. Még abban az évben a Fővárosi Művész Színházban, majd többek között a Belvárosi Színházban és a Vígszínházban is nagy szerepeket játszott 1933-ig.
1933 júliusában Tassy Mária szabómesteri vizsgát tett, augusztusban pedig Párizsba utazott modellekért, hogy ősszel megnyithassa szalonját, amit 1934-ig üzemeltetett. Nagy forgalma mellett hiányzott neki a színpad, ezért amint a Vígszínház meghívta, letette a tűt, ollót és szeptembertől oda szerződött.
1936-ban fellépett a Pesti Színházban. A Kamara színművészeti főosztályának 1940. május 14-i választmányi ülésén mint Tassy Kaczur Mária vették fel a rendes tagok sorába.
1929. október 19-ére volt kitűzve esküvője Tamássy Pál zeneszerzővel, azonban vőlegénye két nappal korábban tüdőgyulladásban meghalt. 1945-ben Budapesten Vázsonyi Elek (Bp., 1893. szept. 2. – Bp., 1956. júl. 13.) főelőadó felesége lett. 1977-ben öngyilkosságot követett el, halálát bódítószermérgezés okozta. A Farkasréti temetőben helyezték örök nyugalomra.

## Fontosabb színházi szerepei
- Elssler Fanny (Rostand: A sasfiók)
- Vici (Zsolt B.: Erzsébetváros)
- Odile de Marsot (Amiel: A virágzó asszony)